# Titanebo oblongus
Titanebo oblongus là một loài nhện trong họ Philodromidae.
Loài này thuộc chi Titanebo. Titanebo oblongus được Eugène Simon miêu tả năm 1895.